# Nikkō
Nikkō (日光市, Nikkō-shi) är en bergsbelägen stad i Tochigi prefektur på huvudön Honshu i Japan. Nikkō betyder solljus på japanska. Nikkō fick stadsrättigheter 1 februari 1954, och stadens nuvarande område bildades 20 mars 2006 genom en sammanslagning av de två städerna Nikkō och Imaichi, de två köpingarna Fujihara och Ashio samt byn Kuriyama.

## Världsarv
Helgedomar och tempel i Nikko är ett världsarv på Unescos världsarvslista beläget i Nikkō. Det omfattar shintohelgedomarna Futarasan och Tōshō-gū. samt det buddhistiska templet Rinnō-ji. Det togs upp på listan 1999.

## Galleri

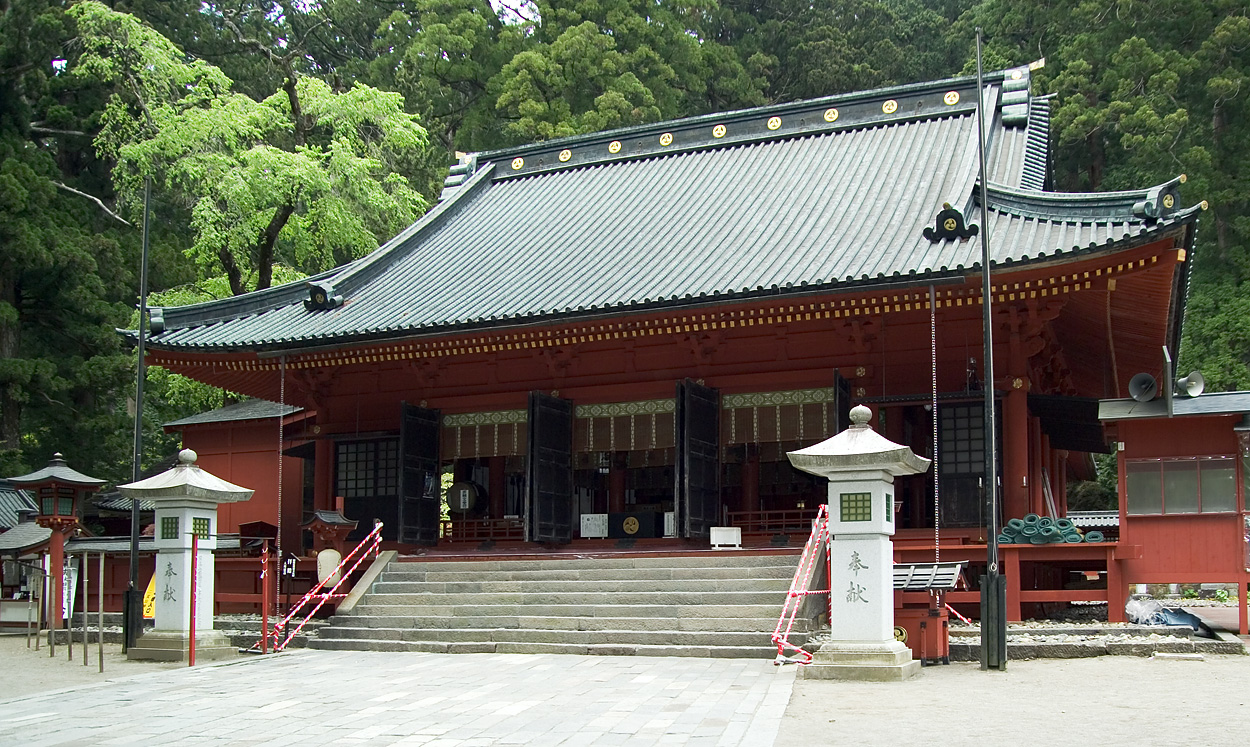
Futarasan
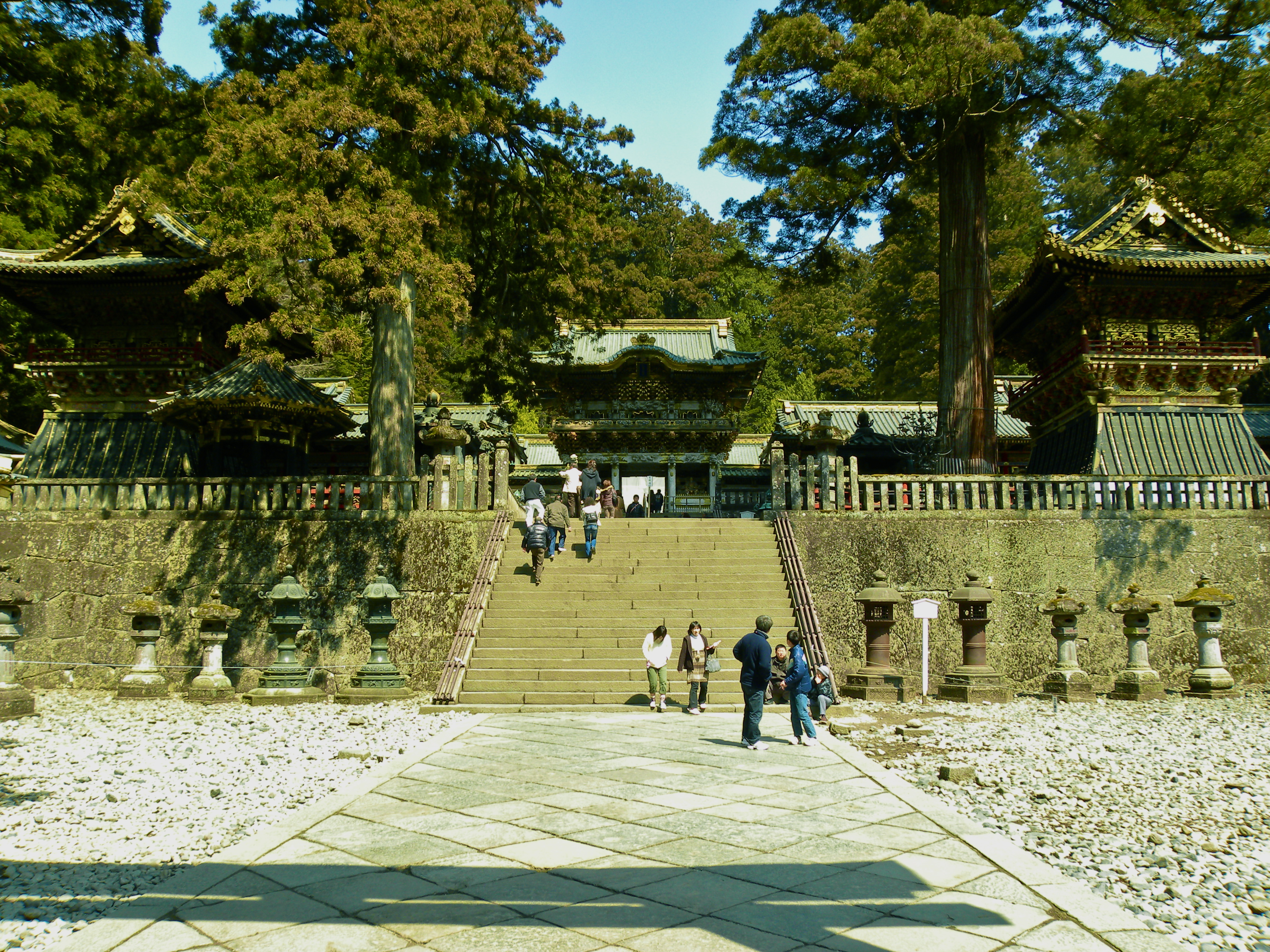
Tōshō-gū
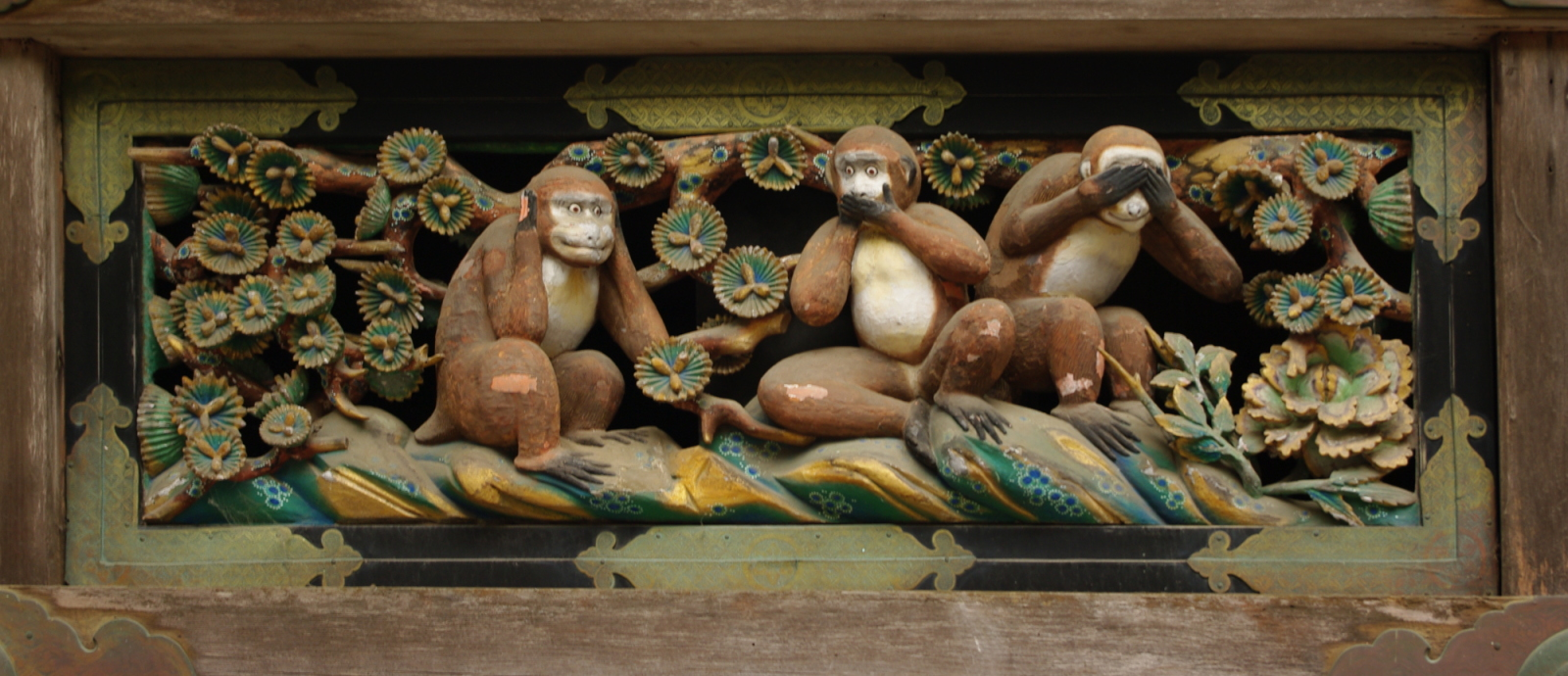
Tre aporna, Tōshō-gū
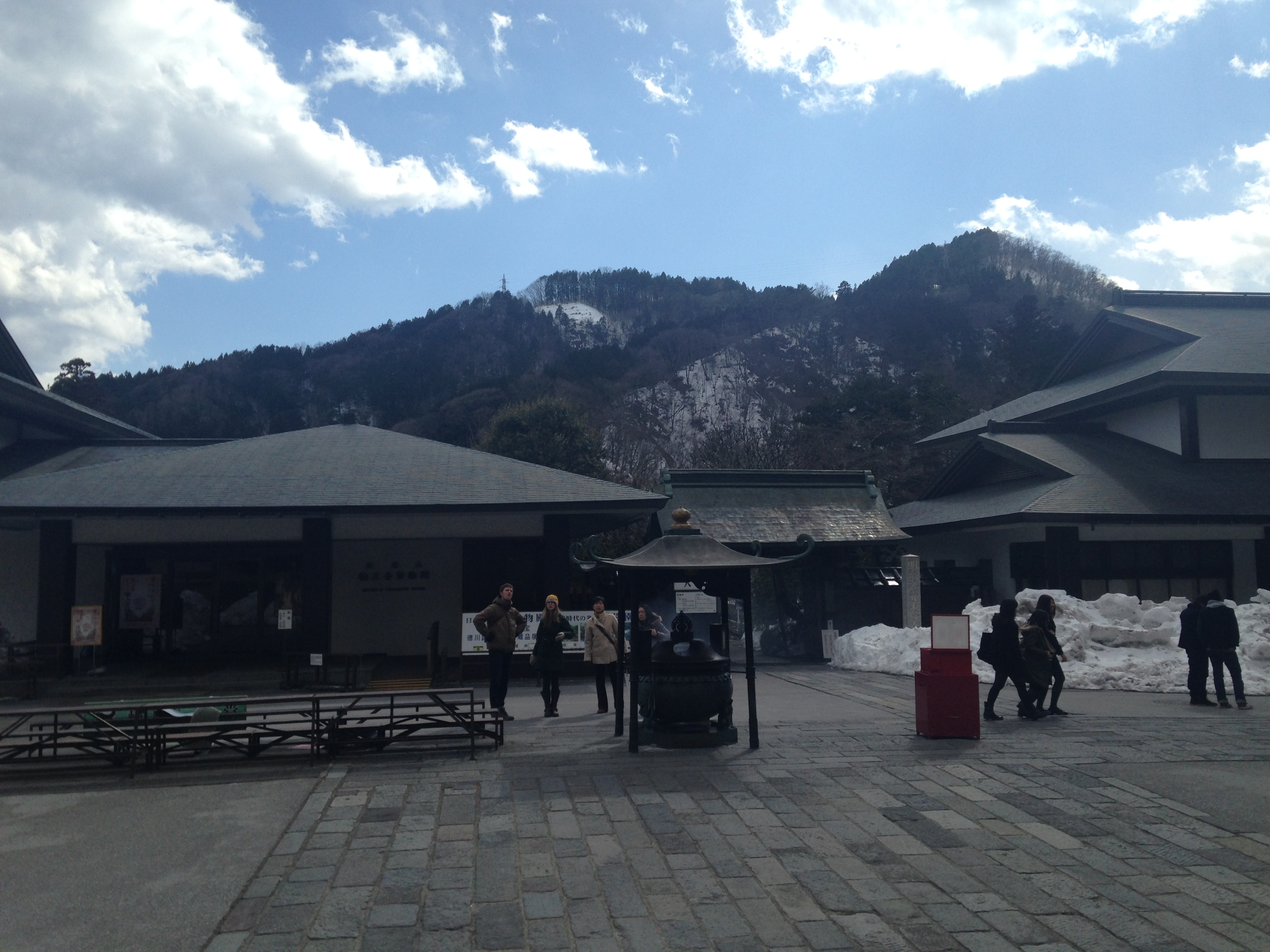
Rinnō-ji